# Torvald
Torvald  è un nome proprio di persona scandinavo maschile.

## Varianti
- Maschili: Thorvald[1]

### Varianti in altre lingue
- Islandese: Þorvaldur
- Polacco: Torwald
- Tedesco: Thorwald

## Origine e diffusione
Continua il nome norreno Þórvaldr che, composto dal nome del dio Thor e da valdr, "capo", "signore", significa "capo di Thor".

## Onomastico
Il nome è adespota, cioè non è portato da alcun santo, quindi l'onomastico ricade il 1º novembre ad Ognissanti.

## Persone

### Variante Thorvald

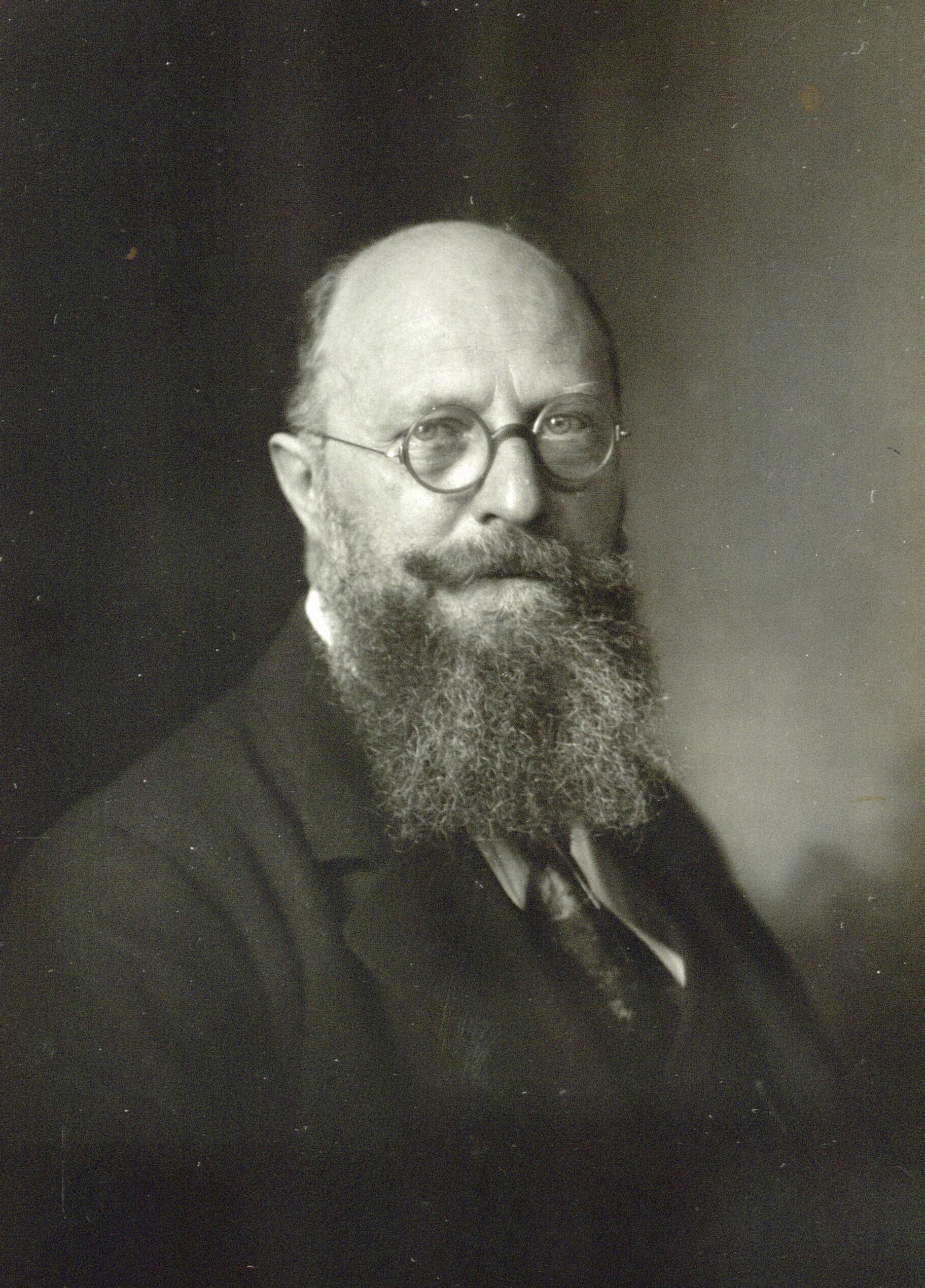
Thorvald Stauning

- Thorvald Asvaldsson, padre di Erik il Rosso
- Thorvald Bindesbøll, designer danese
- Thorvald Ericsson, figlio di Erik il Rosso
- Thorvald Stauning, politico danese
- Thorvald Stoltenberg, politico norvegese

### Altre varianti
- Þorvaldr veili, scaldo islandese
- Thorwald Veneberg, ciclista su strada olandese